# Pont Vieux (Béziers)

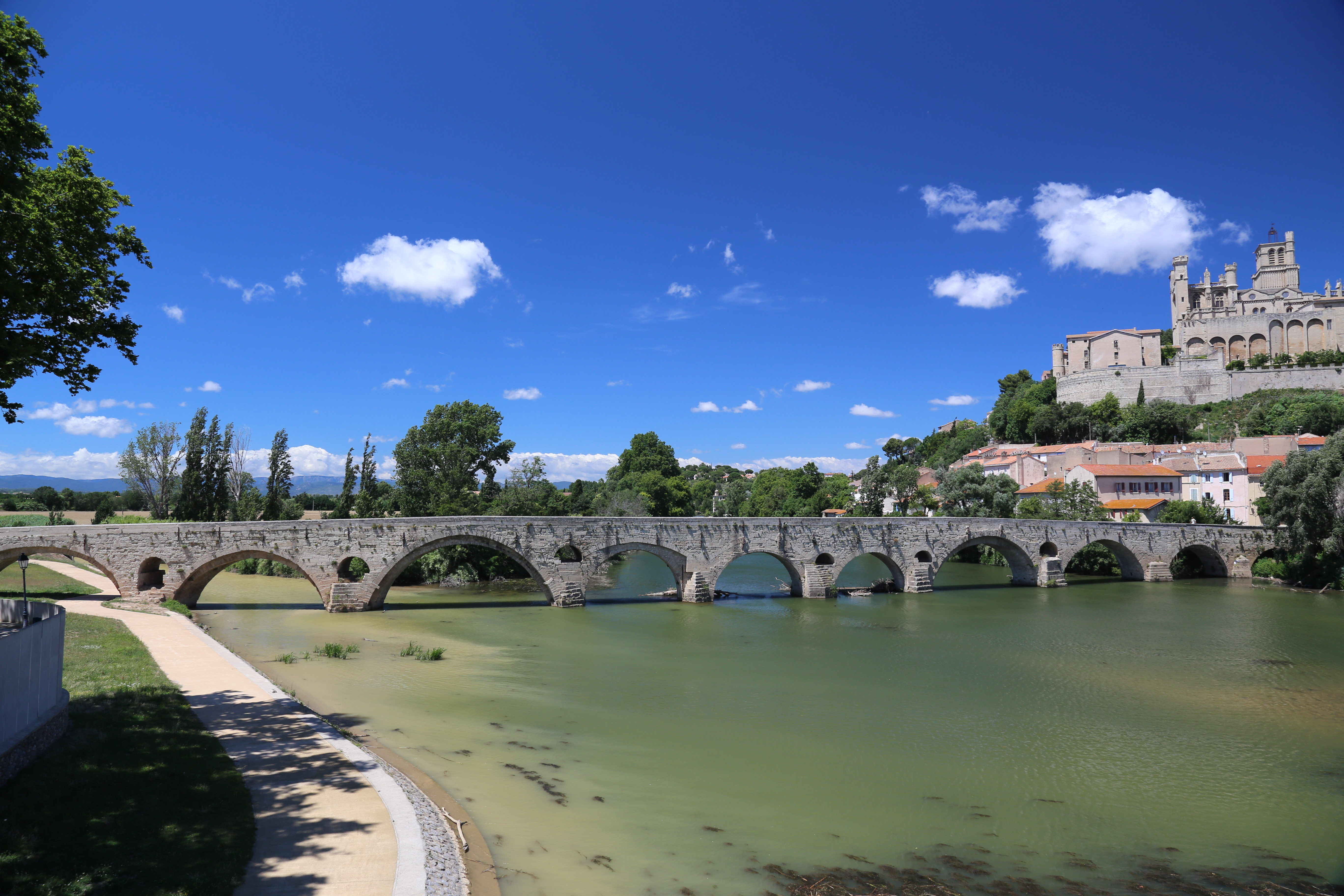
Pont Vieux

De Pont Vieux (Frans voor 'oude brug') is een twaalfde-eeuwse brug over de Orb in de Franse gemeente Béziers (Hérault). De brug is 246 meter lang en bestaat uit zeventien bogen van ongelijke breedte. De brug werd in 2021 gerestaureerd en is sindsdien niet meer toegankelijk voor motorvoertuigen.
De brug werd in 1134 gebouwd maar gaat terug op een oudere Romeinse brug. Deze oude brug was verloren gegaan en dus moest alle verkeer op de weg tussen Toulouse en Marseille gebruik maken van een veerpont. Bij de bouw van de nieuwe, romaanse brug werd de basis van de Romeinse brugpijlers gebruikt. Deze oorspronkelijke brug was maar 2,8 meter breed. Om een vlotte doorgang te waarborgen werd de brug in 1471 verbreed tot 5 meter. De toegang tot de brug werd verdedigd door een poort, de Porte du Bout-du-Pont. Deze poort werd in 1763 afgebroken. De brug was tot het midden van de negentiende eeuw de enige brug over de Orb in Béziers. Tussen 1841 en 1846 werd een nieuwe brug gebouwd om het groeiende verkeer te verwerken. Deze nieuwe brug kreeg de naam Pont Neuf en de oude brug werd de Pont Vieux.
De brug werd in 1963 beschermd als historisch monument.